# Elodea granatensis
Elodea granatensis är en dybladsväxtart som beskrevs av Alexander von Humboldt och Aimé Bonpland. Elodea granatensis ingår i släktet vattenpester, och familjen dybladsväxter. Inga underarter finns listade.